# Lucien Teisseire
Pour les articles homonymes, voir Teisseire.
Lucien Teisseire, né le 11 décembre 1919 à Saint-Laurent-du-Var et mort le 22 décembre 2007 à Douarnenez, est un coureur cycliste français.
Professionnel de 1941 à 1955, il remporte neuf victoires. Son frère Émile fut également coureur cycliste professionnel.

## Palmarès
- 1941
  - Critérium de France des sociétés (zone non occupée)[n 1]
  - Nice-Puget-Théniers-Nice
- 1942
  - Circuit des villes d'eaux d'Auvergne
  - 2e étape du Circuit du Ventoux
    - 3e du Classement Général

  - 3e de Nice-Mont Agel
- 1943
  - Course de côte de La Turbie
- 1944
  - Grand Prix de Provence
  - Grand Prix de Nice
  - Paris-Tours
  - 2e du championnat de France sur route
  - 2e de la course de côte de La Turbie
- 1945
  - 2e de Paris-Roubaix
  - 2e du Grand Prix de Nice
- 1946
  - 4e étape de Paris-Nice
  - 4e et 5e étapes du Tour de Suisse
  - 2e de Milan-San Remo
  - 2e du circuit des villes d'eaux d'Auvergne
  - 2e du Grand Prix du Pneumatique
  - 3e Mont Chauve
- 1947
  - Grand Prix de l'Écho d'Oran
  - 6e et 13e étapes du Tour de France
  - 3e du Critérium des As
  - 3e des Boucles de la Seine
  - 9e de Paris-Roubaix
- 1948
  - 1re étape du Critérium du Dauphiné libéré
  - Grand Prix du Pneumatique
  - 2e de Paris-Camembert
  -  Médaillé de bronze du championnat du monde sur route
  - 6e du Tour de France
- 1949
  - 4e étape du Tour de France
- 1951
  - Grand Prix de Cannes
  - 1re étape de Paris-Nice
  - 2e de Paris-Nice
- 1952
  - 1re étape du Grand Prix de Constantine et des Zibans
  - 2e étape de Paris-Nice
  - 3e de Nice-Mont Agel
- 1953
  - Critérium du Dauphiné libéré :
    - Classement général
    - 2eb et 5e étapes

  - 3e étape du Tour du Maroc
  - Mantes-La Baule-Escoublac
  - 3e du Tour du Maroc
- 1954
  - 20e étape du Tour de France
  - 2e du Critérium de Quillan

## Résultats sur les Grands Tours

### Tour de France
8 participations
- 1947 : 11e, vainqueur des 6e et 13e étapes
- 1948 : 6e
- 1949 : 14e, vainqueur de la 4e étape
- 1951 : 31e
- 1952 : 59e
- 1953 : 26e
- 1954 : 23e, vainqueur de la 20e étape
- 1955 : 45e

### Tour d'Italie
1 participation
- 1950 : abandon